# 불국사초등학교
불국사초등학교는 대한민국 경상북도 경주시 구정동에 있는 공립 초등학교이다.

## 학교 연혁
- 1948년 4월 19일: 내동국민학교 구정분교장 설립인가
- 1949년 10월 5일: 구정국민학교 개교
- 1954년 10월 26일: 불국사국민학교로 개명
- 1996년 3월 1일: 불국사초등학교로 개칭

## 참고 자료
- 불국사초등학교 - 한국교육학술정보원 학교알리미